# 众议院 (墨西哥)
众议院（西班牙語：Cámara de Diputados) 是墨西哥两院制国会的下议院，由500名民选议员所组成。权力来源于1917年宪法第50条至70条的相关规定。

## 议会选举
300席根据多数制（單一選區制）直接选举产生，其余200席由各政党根据比例代表制选举分配产生，但政黨會根據單一選區所獲得的席次扣減部分比例代表議席，確保單一政黨在獲得超過52%選票的情況下仍然不會取得超過300席。200个比例代表制席次是为了帮助较小的党派进入国会。
议员任期三年，每三年选举一次，原先1917年的憲法禁止議員連任。2014年修改憲法後，法律容許眾议员连任最多兩次（九年）。一次选举跟总统选举同期举行，另一次在总统任期一半的时期举行，即所谓中期选举。